# Albert Bigelow Paine
Albert Bigelow Paine (New Bedford, 10 luglio 1861 – New Smyrna Beach, 9 aprile 1937) è stato uno scrittore e biografo statunitense, molto noto per il suo lavoro con Mark Twain. Paine era un membro del Comitato del Premio Pulitzer e ha scritto in diversi generi, tra cui narrativa, umorismo e versi.

## Biografia

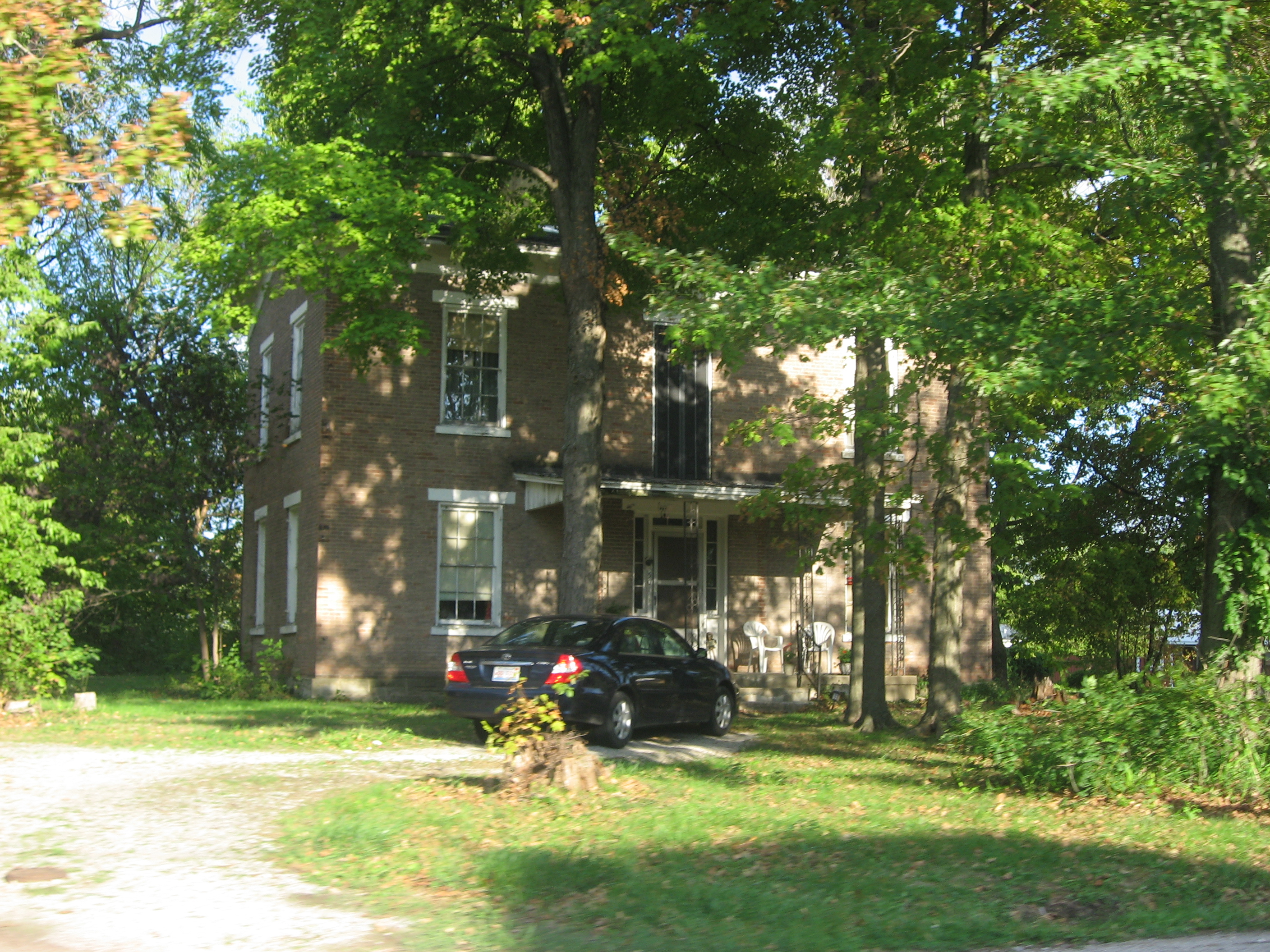
La casa di Paine a Xenia

Paine nacque a New Bedford, Massachusetts, figlio dell'agricoltore del Vermont Samuel Estabrook Paine e della negoziante del Massachusetts Mercy Coval Kirby Paine, e fu trasferito a Bentonsport, Iowa quando aveva un anno. Dalla prima infanzia fino alla prima età adulta, Paine visse nel villaggio di Xenia, nel sud dell'Illinois, dove ricevette la sua istruzione. La sua casa a Xenia è ancora in piedi. All'età di vent'anni si trasferì a Saint Louis, dove si formò come fotografo e diventò commerciante di forniture fotografiche a Fort Scott, Kansas. Paine vendette tutto nel 1895 per diventare uno scrittore a tempo pieno, trasferendosi a New York. Trascorse gran parte della sua vita in Europa, Francia compresa, dove scrisse due libri su Giovanna d'Arco. Le opere furono così ben accolte in Francia che fu insignito del titolo di Chevalier nella Légion d'honneur dal Governo della Francia.
Era sposato con Dora Locey e aveva tre figlie. Secondo Max McCoy nella sua "Biografia oscura: La vita segreta di Albert Bigelow Paine" (nel diario di Mark Twain vol. 56, n. 1 [primavera 2018], pp. 249–267), Paine si era in precedenza sposato con Minnie Schultz e quindi mentì o commise bigamia sposando Dora mentre era ancora sposato con la sua prima moglie.

## Opere

### Mark Twain
Libri su Mark Twain
- Mark Twain, Autobiografia di Mark Twain: con un'introduzione di Albert Bigelow Paine – Volume I, su LibriVox. (audiolibro di pubblico dominio)
- Mark Twain: A Biography, 4 volumes (1912)
- The Boy's Life of Mark Twain (1916)
- Albert Bigelow Paine, The Boys Life of Mark Twain, su LibriVox. (audiolibro di pubblico dominio)
- Mark Twain's Letters, 2 volumes (editor, 1917)
- A Short Life of Mark Twain (1920)
- Mark Twain's Speeches (editor, 1923)

### Altre biografie
- Th. Nast: His Period And His Pictures (1904)[4]
- Captain Bill McDonald, Texas Ranger: A Story of Frontier Reform (1909)
- Life and Lillian Gish (1932)
- George Fisher Baker, a biography: With illustrations (1938)
- Joan of Arc, Maid of France (1925)
- The Girl in White Armor: The Story of Joan of Arc (1927)

### Libri per ragazzi
- The Arkansaw Bear Series
  - The Arkansaw Bear (1898)
  - Elsie and the Arkansaw Bear (1909)
- The Hollow Tree Series (illustrato da J. M. Condé):
  - The Hollow Tree and Deep Woods Book (1898)
  - The Hollow Tree Snowed-In Book (1901)
  - Hollow Tree Nights and Days (1915)
- Altri libri per bambini
  - Gobolinks, or Shadow-Pictures for Young and Old (1896)
  - Golden Cat (1934)

### Romanzi
- The Mystery of Evelin Delorme, A Hypnotic Story (1894)
- The Bread Line (1900)
- The Great White Way (1901)

### Libri di viaggio
- The Van Dwellers: A Strenuous Quest for a Home (1901)
- The Tent Dwellers (1908)
- The Ship Dwellers (1910)
- The Car That Went Abroad (1921)

### Altri libri
- Rhymes by Two Friends with William Allen White (1893)
- A Little Garden Calendar (1905)
- Dwellers in Arcady: The Story of an Abandoned Farm illustrato da Thomas Fogarty (1919)
- Peanut, The Story of a Boy (1913)